# ロシア領アメリカ

ロシア領アメリカ
Русская Америка (ロシア語)

国歌: Коль славенъ нашъ Господь в Сіонҍ（ロシア語）
シオンにおける主の栄光は（1799年 - 1816年）
Молитва русских（ロシア語）
ロシア人の祈り（1816年 - 1833年）
 Бо́же, Царя́ храни́!（ロシア語）
神よ、ツァーリを護り給え！（1833年 - 1867年）

1860年のロシア領アメリカ

ロシア領アメリカ（ロシアりょうアメリカ、ロシア語: Русская Америка, Russkaya Amerika）は、ロシア帝国が1733年から1867年まで北米地域に領有していた領土を指す。
首府はノヴォ・アルハンゲリスク（現在のアメリカ合衆国アラスカ州シトカ）に置かれていた。現在は主にアメリカ合衆国アラスカ州となっている地域とカリフォルニア州となる地区のフォート・ロスとハワイ州となる地区のエリザベス要塞、アレクサンダー要塞、バークレイ・デ・トリー要塞（Fort Barclay-de-Tolly）の3つの砦に及んでいる。
ロシア帝国が公式に植民地として成立させたのは、独占権を持つ露米会社の設立を宣言するとともにロシア正教会に一部土地の所有権を認めた1799年勅令だった。19世紀にはそれらの所有権の多くは放棄されたが、1867年にロシア帝国は残りの所有権をアメリカ合衆国に720万USドル（現在の価値で6億4,714万USドル）にて売却（アラスカ購入）した。

## ロシア人によるアラスカ「発見」
ロシアにおいてアラスカに初めて到達したヨーロッパ人の記録が残っているのは、セミョン・デジニョフが1648年にシベリア北東部のコリマ川河口から出帆し北極海を航海、ユーラシア大陸の東端を回航しアナディリ川まで辿り着いた記録である。一部の船が船団を離れアラスカに上陸したと言う伝承もあるが、確証はない。デジニョフの発見は中央政府に報告されておらず、シベリアは北アメリカ大陸と地続きなのかそうでないかは、この時点でまだ解明されていない疑問であった。
1725年、ロシア皇帝ピョートル1世は再度探索を指示した。1741年6月、第2次カムチャツカ遠征（1733-1743）の一部としてヴィトゥス・ベーリング（聖ピョートル号）とアレクセイ・チリコフ（聖パーヴェル号）がカムチャツカ半島のペトロパブロフスクから出帆した。それぞれすぐに2隊に分かれたが、そのまま東方で航海し続けた 。7月15日にチリコフは、おそらく現在のアラスカ南東端のプリンスオブウェールズ島に当たると思われる土地を「発見」。船員をロングボートで着岸させ、北アメリカ北西海岸に初めて上陸したヨーロッパ人となった。
翌7月16日にはベーリングと聖ピョートル号船員はアラスカのセイントイライアス山を見つけ、その後進路を西方のロシア方面に戻した。チリコフと聖パーヴェル号も10月にはアラスカ「発見」のニュースをロシアへ持ち帰った。
11月にベーリングは現在のベーリング島で座礁。聖ピョートル号も強風で破壊され遭難、そのままそこで病死した。厳しい冬季を乗り越えた生存者は船の破片から造船し、1742年8月に島を出てカムチャツカに生還したため彼らのアラスカ「発見」のニュースが伝わった。彼らが持ち帰った高品質のラッコ毛皮の存在が、ロシアのアラスカへの入植の意欲を高めた。

## 歴史
- 1741年、デンマーク人のヴィトゥス・ベーリングがロシア皇帝の要求を受け、初めてアメリカ大陸に上陸した。
- 1784年、ロシアはカムチャツカ半島からアリューシャン列島に沿ってアメリカ大陸へ進出し、コディアック島に拠点を置いた。
- 1799年、ロシアはロシア領アメリカとしてアラスカの領有を宣言した。同時にシトカへ拠点を移し、統治を露米会社に任せた。
- 1800年、ロシアが金本位制を採用。ロシア・ルーブルを1/3切り下げ[4]。
- 1821年、正式にアラスカを領有。
- 1822年、ロシアがロスチャイルドから600万ポンドの借款を受ける[5]。
- 1824年、アメリカ合衆国と国境を画定。ロシアは北カリフォルニアと南北両オレゴンから撤退した。
- 1861年、ロシア政府が露米会社から行政権を回収した。
- 1867年、ロシアはクリミア戦争に敗れてから財政的に困窮した上、イギリスがアラスカに対する領土的野心を持っていたことから、同年10月18日、720万ドルでアラスカをアメリカへ売却することとなった。